# Lukas Fernandes
Lukas Fernandes (ur. 1 marca 1993 w Kopenhadze) – duński piłkarz pochodzenia portugalskiego grający na pozycji bramkarza. Olimpijczyk (2016).

## Życiorys
Jest wychowankiem Lyngby BK. W 2011 został przesunięty do pierwszej drużyny tego klubu. W Superligaen zadebiutował 30 października 2011 w wygranym 1:0 meczu z FC Nordsjælland. W 2012 spadł z zespołem do 1. division. Latem 2014 został na zasadzie wolnego transferu piłkarzem Aarhus GF. W 2015 wywalczył z klubem awans do Superligaen. Latem 2016 odszedł do SønderjyskE Fodbold. We wrześniu 2018 zakończył karierę zawodniczą. Podczas niej rozegrał łącznie 36 spotkań w najwyższej lidze duńskiej.
W 2016 wystąpił wraz z reprezentacją na igrzyskach olimpijskich w Rio de Janeiro.
W styczniu 2023 został trenerem bramkarzy w Thisted FC. 